# Opór wobec zmiany
Opór wobec zmiany, będąc naturalną reakcją pracownika, jest jednym ze źródeł spowalniania lub odporności na zmiany przeprowadzane w organizacji. Dlatego jest uwzględniany  w procesie zarządzania zmianą.

## Źródła oporu
Opór wobec zmiany bierze się m.in. z naturalnego strachu przed nowością, nieznajomości zasad, na jakich odbywać się będzie wprowadzanie zmiany, niechęci do uczenia się, niechęci do osoby odpowiedzialnej za przeprowadzenie zmiany.
Według badań R.M. Kanter do zasadniczych źródeł oporu wobec zmian należą:
- niejasno stawiane cele (powodują dorabianie ideologii)
- niejasno określone oczekiwania
- niechęć do rezygnacji z dotychczasowych przywilejów
- poczucie zagrożenia, strachu, lęku przed zwolnieniem (na skutek niejasnej, niepełnej informacji)
- świadomość słabych stron proponowanych zmian
- poczucie, ze sytuacja wymyka się spod kontroli
- niechęć do wzmożonego wysiłku (lenistwo)
- negatywne wcześniejsze doświadczenia

A.G. Bedeian, na podstawie własnych badań, przyczyny przeciwstawiania się zmianom grupuje w kilka kategorii:

1. Zaściankowość i dbałość o własne dobro
- poczucie zagrożenia własnych umiejętności i kompetencji
- poczucie zagrożenia dotąd zajmowanej pozycji
- odczuwanie zagrożenia dla posiadanej władzy

2. Nieporozumienia i brak zaufania
- brak dostatecznej informacji
- błędy w informacji
- ogólna atmosfera braku zaufania panująca w firmie
- nieprawidłowe relacje interpersonalne w firmie

3. Nieprawidłowe ocenianie sytuacji
- niedostrzeganie korzyści
- niewłaściwa ocena zmiany (uważanej za złą lub źle przemyślaną)
- konformizm

4. Mała tolerancja wobec zmiany 
- obawianie się nieznanego
- obawy przed porażką
- lęk przed kompromitacją
- niechęć do eksperymentowania w ogóle
- przywiązanie do tradycji
- ogólna niechęć do "pójścia do przodu"

## Bariery
D.Oldroyd i T.Tiller w latach 80. badali gdzie można znaleźć źródła oporu i barier. Stwierdzili, że bariery usytuowane są w:
1. sferze materialnej (wyposażenie, fundusze): nie wprowadza się zmian, bo nie ma pieniędzy
2. sferze wartości (socjologiczno-psychologiczne): mentalność ludzi w danym zawodzie; czasem głęboko zakorzenione zasady tkwią w systemie, np. w edukacji
3. sferze władzy (styl kierowania, zasady postępowania): rutyna w sprawowaniu władzy

Najczęściej wymieniane są bariery materialne, ale chociaż są dostrzegane jako pierwsze, są najłatwiejsze do pokonania. Najtrudniejszą barierą są utarte sposoby w sposobie sprawowania władzy.

## Formy oporu wobec zmiany
- Konformizm
  - "Robię to, co mi każą"
Zgoda bez większego przekonania, "dla świętego spokoju"
- Wycofywanie się
  - "Mnie to nie dotyczy"
Odmowa przyznania, że zmiana wywrze wpływ na mnie. Obrona przed zmianą
- Rytualizm
  - "Udaję, że robię to, co jest wymagane"
Pozorne wprowadzanie zmian, w gruncie rzeczy ignorowanie ich, bierny opór
- Odrzucenie
  - "Sprzeciwiam się, nie mam zamiaru tego robić"
Otwarty opór przeciwko zmianie, rebelia.

## Literatura
- A.G. Bedeian, Management Laureates a Collection of Autobiographical Essays, JAI Press LTD, 2001.
- R. M. Kanter, The Change Master, 1994.
- D. Ekiert-Grabowska i D. Oldroyd (red.), Nowoczesne tendencje w kształceniu oświatowych kadr kierowniczych w Polsce i Wielkiej Brytanii,  Wyd. Uniwersytetu Śląskiego, Katowice 1998.